# Demostración sin palabras
En matemáticas, una prueba sin palabras es una demostración de una declaración de identidad o matemática que puede demostrarse como autoevidente mediante un diagrama sin ningún texto explicativo que la acompañe. Dichas pruebas se pueden considerar más elegantes que las pruebas más formales, a pesar de no ser matemáticamente rigurosas debido a su naturaleza ilustrativa. Cuando el diagrama demuestra un caso particular de una afirmación general, para ser una prueba, debe ser generalizable.

## Ejemplos

### Suma de números impares

Una prueba sin palabras para el teorema de la suma de los números impares.

La afirmación de que la suma de todos los números impares positivos hasta 2n − 1 es un cuadrado; más específicamente, el cuadrado perfecto n2, se puede demostrar con una prueba sin palabras, como se muestra a la derecha. El primer cuadrado está formado por 1 bloque; 1 es el primer cuadrado. La siguiente tira, hecha de cuadrados blancos, muestra cómo agregar 3 bloques más forma otro cuadrado: cuatro. La siguiente tira, hecha de cuadrados negros, muestra cómo agregar 5 bloques más forma el siguiente cuadrado. Este proceso puede continuarse indefinidamente.

### Teorema de Pitágoras

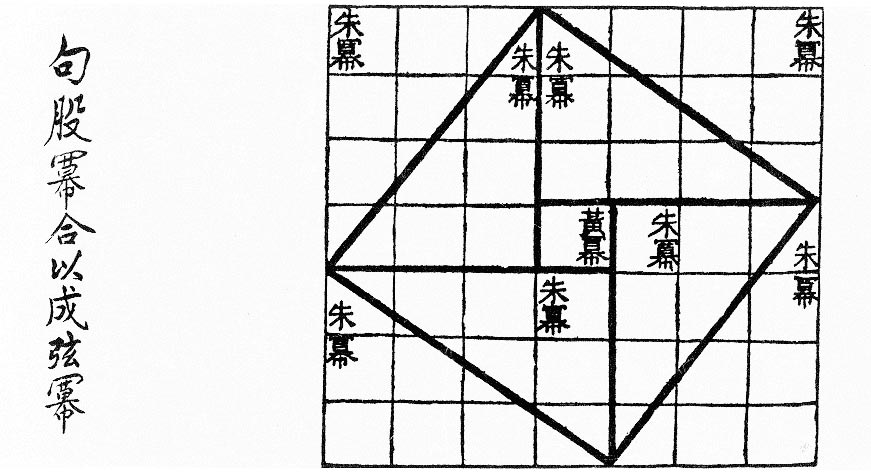
Una prueba sin palabras para el teorema de Pitágoras incluida en el Zhoubi Suanjing.

El Teorema de Pitágoras puede probarse sin palabras, como se muestra en el segundo diagrama a la izquierda. Los dos métodos diferentes para determinar el área del cuadrado grande dan la relación
{\displaystyle a^{2}+b^{2}=c^{2}}
entre los lados. Esta prueba es más sutil que la anterior, pero aún puede considerarse una prueba sin palabras.

### Desigualdad de Jensen

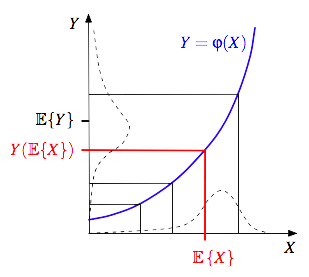
Una prueba gráfica de la desigualdad de Jensen.

La desigualdad de Jensen también se puede demostrar gráficamente, como se ilustra en el tercer diagrama. La curva de trazos en el eje "X" es la distribución hipotética de "X", mientras que la curva a trazos sobre el eje "Y" es la distribución correspondiente de los valores de "Y". Nótese que la aplicación convexa Y (X) cada vez se "estira" más con el incremento de los valores de X en la distribución.

### Área de una circunferencia

Área de un círculo.

La afirmación de que el área de cualquier circunferencia es: {\displaystyle {\begin{array}{llll}A_{c}=\pi \cdot r^{2}\end{array}}} puede demostrarse gráficamente de la siguiente manera:
Supongamos una circunferencia de radio {\displaystyle r} y perímetro {\displaystyle {\begin{array}{llll}P_{c}=2\pi \cdot r^{2}\end{array}}}. Dicha circunferencia la dividimos en pequeñas secciones que después reordenaremos para formar una figura similar a un rectángulo. Debemos tener en cuenta que da igual en cuantas secciones dividamos la circunferencia, el área de ambas figuras será el mismo.
De esta forma, podemos deducir que la base del rectángulo se corresponde con la mitad del perímetro de la circunferencia, {\displaystyle P_{r}={\frac {1}{\color {Red}{\cancel {\color {black}2}}}}\cdot {\color {Red}{\cancel {\color {black}2}}}\pi r} , y la altura con {\displaystyle r}. Como el área de un rectángulo es {\displaystyle A_{r}={\color {YellowOrange}{\mbox{base}}}\cdot {\color {TealBlue}{\mbox{altura}}}}, el área de la circunferencia por analogía es {\displaystyle A_{c}={\color {YellowOrange}\pi \cdot r}\cdot {\color {TealBlue}r}=\pi \cdot r^{2}}.

### Sumas infinitas

Demostración visual de que la suma de los inversos de las potencias de dos converge en 1.

Demostración visual de que la suma de los inversos de las potencias de cuatro converge en 1/3.

Existen varias series geométricas que pueden ser expresados de forma gráfica:
Ejemplo 1: Suma de los inversos de las potencias de dos (razón = 1/2).
{\displaystyle A=\sum _{i=1}^{\infty }{\frac {1}{2^{n}}}\qquad A={\frac {1}{2}}+{\frac {1}{4}}+{\frac {1}{8}}+{\frac {1}{16}}\cdots }
Comprobamos que el área de un cuadrado de {\displaystyle base=1} y {\displaystyle altura=1} son {\displaystyle 1u^{2}} .
Ejemplo 2: Suma de los inversos de las potencias de 4 (razón = 1/4)
{\displaystyle A=\sum _{i=1}^{\infty }{\frac {1}{4^{n}}}\qquad A={\frac {1}{4}}+{\frac {1}{4^{2}}}+{\frac {1}{4{^{3}}}}+{\frac {1}{4^{4}}}\cdots }
Comprobamos de igual forma que la suma de todas las áreas de todos los cuadrados inscritos en el cuadrado de lado 1 es el área del mismo cuadrado. De esto se deduce que la suma de los cuadrados lilas correspondientes a la suma que nos ocupa es 1/3.

## Uso
Mathematics Magazine y College Mathematics Journal incluyen regularmente un tema titulado Prueba sin palabras, que contiene como sugiere el título pruebas sin palabras. Los sitios web de Art of Problem Solving y USAMTS ejecutan Applet Java que ilustran pruebas sin palabras.